# Уборка урожая

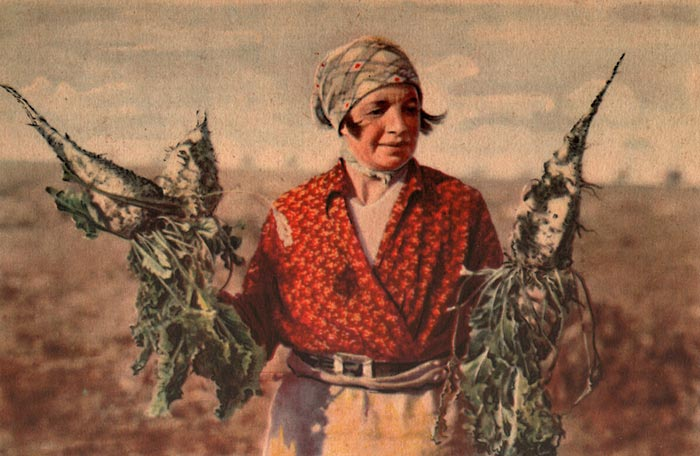
Уборка сахарной свёклы в Швеции. 1930-е годы

Убо́рка урожа́я — совокупность работ на завершающей стадии земледелия. Включает сбор зрелого урожая с полей, доставку его к месту послеуборочной обработки, саму послеуборочную обработку, доставку урожая в места хранения или продажи. Современная уборка урожая характеризуется высокой степенью механизации.
Жатва — это срезание зерна или бобов для сбора урожая, обычно с использованием косы, серпа или жатки. На небольших фермах с минимальной механизацией уборка урожая является наиболее трудоёмким видом деятельности в период вегетации. На больших механизированных фермах уборка урожая использует самую дорогую и сложную сельскохозяйственную технику, такую как комбайн. Автоматизация процессов повысила эффективность как процесса посева, так и сбора урожая. Специализированное уборочное оборудование, использующее конвейерные ленты для имитации мягкого захвата и перемещения массы, заменяет ручную работу по удалению каждого проростка вручную. Термин «сбор урожая» в общем использовании может включать в себя немедленную обработку после сбора урожая, включая очистку, сортировку, упаковку и охлаждение.
Завершение сбора урожая знаменует собой конец вегетационного периода или цикла выращивания для определённой культуры, а социальная значимость этого события делает его центром сезонных праздников, таких как праздники урожая, встречающиеся во многих религиях.

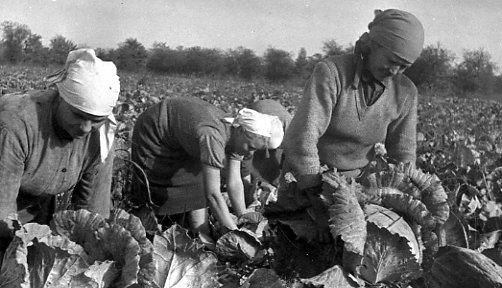
Ручная уборка капусты. 1938

## Неурожай
Неурожай (также известный как неурожайность) — это отсутствие или значительное снижение урожайности по сравнению с ожидаемым, вызванное повреждением, гибелью или уничтожением растений или чем-либо другим, влияющим на то, что они не могут образовать ожидаемое количество съедобных фруктов, семян или листьев.
Неурожай может быть вызван катастрофическими событиями, такими как вспышки болезней растений, сильные дожди, извержения вулканов, штормы, наводнения или засухи, или медленное кумулятивное воздействие деградации почвы, слишком высокая солёность почвы, эрозия, опустынивание, как правило, результаты дренажа и т. д. Неурожай и последующий голод вызвали миграцию людей, исход из сёл и т. д.
Распространение промышленных монокультур с их уменьшением разнообразия сельскохозяйственных культур и зависимости от интенсивного использования искусственных удобрений и пестицидов привело к чрезмерной эксплуатации почв, которые практически не способны к регенерации. На протяжении многих лет неустойчивое земледелие ухудшает плодородие почв и снижает урожайность. С постоянно растущим населением мира и локальным перенаселением, даже немного уменьшающаяся урожайность уже эквивалентна частичному неурожаю. Удобрения устраняют необходимость регенерации почвы. Также международная торговля не позволяет локальным неурожаям перерасти в голод.

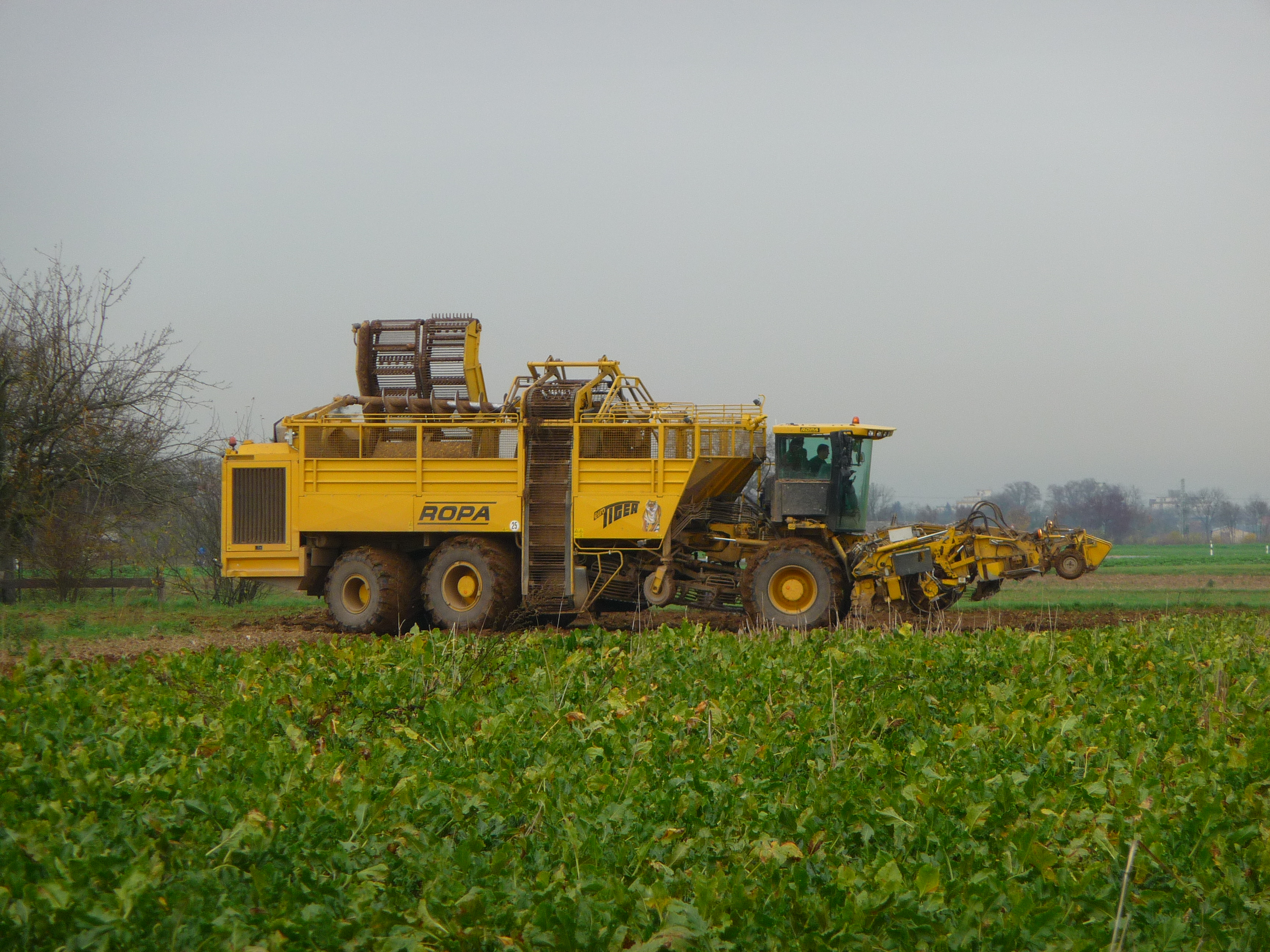
Современная уборка свёклы комбайном

## Прочее использование термина
Сбор урожая обычно относится к зерну и продуктам, но также имеет другое применение: рыболовство и лесозаготовки также называют сбором урожая. Термин урожай также используется в отношении сбора винограда для вина. В контексте орошения, к сбору относится сбор воды и стока дождевой воды для сельскохозяйственных и бытовых нужд. Вместо урожая также используется термин «эксплуатация», например, при эксплуатации рыбных или водных ресурсов. Сбор энергии — это процесс сбора и хранения энергии (такой как солнечная энергия, тепловая энергия, энергия ветра, градиентов солёности и кинетической энергии), которые в противном случае не использовались бы.
В несельскохозяйственном смысле слово «сбор урожая» является экономическим принципом, который известен как событие выхода или событие ликвидности. Например, если человек или компания должны были обналичить свою долю собственности в компании или ликвидировать свои инвестиции в продукт, это называется стратегией сбора урожая.
Сбор урожая или внутренний сбор урожая в Канаде относится к охоте, рыболовству и сбору растений коренными народами, метисами и инуитами при обсуждении прав коренных народов или договорных прав. Например, в Гвичинском соглашении о всеобъемлющих требованиях к земле «Сбор урожая означает сбор, охоту, отлов или лов рыбы …». Аналогичным образом, в Соглашении о землеотводе и самоуправлении в Тличо «сбор урожая» означает в отношении к дикой природе, охоту и ловлю рыбы, в отношении растений или деревьев, сбора или рубку.